# コットル郡 (テキサス州)
コットル郡（コットルぐん、英: Cottle County）は、アメリカ合衆国テキサス州の北部に位置する郡である。2010年国勢調査での人口は1,505人であり、2000年の1,904人から21.0%減少した。郡庁所在地はパデューカ町（人口1,186人）であり、同郡で人口最大の町でもある。コットル郡は1892年に設立され、郡名はアラモ砦を守って戦死したジョージ・ワシントン・コットルに因んで名付けられた。コットル郡は州内に46あった禁酒郡（ドライ）の1つだったが、現在はビールとワインの販売が認められている。
現在は隣接するモトリー郡にあるマタドール牧場が郡内に入っていたことがあった。

## 地理
アメリカ合衆国国勢調査局に拠れば、郡域全面積は902平方マイル ((2,336.2 km2)であり、このうち陸地901平方マイル (2,333.6 km2)、水域は1平方マイル (2.6 km2)で水域率は0.05%である。

### 主要高規格道路
- アメリカ国道70号線
- アメリカ国道83号線
- アメリカ国道62号線

### 隣接する郡
- チルドレス郡 - 北
- ハードマン郡 - 北東
- フォード郡 - 東
- キング郡 - 南
- モトリー郡 - 西
- ホール郡 - 北西

## 人口動態
以下は2000年の国勢調査による人口統計データである。
| 基礎データ - 人口: 1,904人 - 世帯数: 820 世帯 - 家族数: 550 家族 - 人口密度: 1人/km2（2人/mi2） - 住居数: 1,088軒 - 住居密度: 0軒/km2（1軒/mi2） 人種別人口構成 - 白人: 81.46% - アフリカン・アメリカン: 9.87% - その他の人種: 7.20% - 混血: 1.47% - ヒスパニック・ラテン系: 18.91% 年齢別人口構成 - 18歳未満: 23.9% - 18-24歳: 5.7% - 25-44歳: 21.51% - 45-64歳: 23.3% - 65歳以上: 25.6% - 年齢の中央値: 44歳 - 性比（女性100人あたり男性の人口） - 総人口: 87.2 - 18歳以上: 81.9 | 世帯と家族（対世帯数） - 18歳未満の子供がいる: 28.0% - 結婚・同居している夫婦: 53.9% - 未婚・離婚・死別女性が世帯主: 10.6% - 非家族世帯: 32.9% - 単身世帯: 32.0% - 65歳以上の老人1人暮らし: 20.9% - 平均構成人数 - 世帯: 2.28人 - 家族: 2.84人 収入と家計 - 収入の中央値 - 世帯: 25,446米ドル - 家族: 33,036米ドル - 性別 - 男性: 24,375米ドル - 女性: 16,667米ドル - 人口1人あたり収入: 16,212米ドル - 貧困線以下 - 対人口: 18.4% - 対家族数: 13.7% - 18歳未満: 28.4% - 65歳以上: 16.0% |

## 大統領選挙の結果
2000年までの大統領選挙では、コットル郡は一貫して民主党候補を支持してきた。1972年ではマーベリック郡（イーグルパス）より北のテキサス州で唯一民主党のジョージ・マクガヴァンが勝利した郡となった。1984年でもウォルター・モンデールが郡投票数の過半数を取った。2000年以後は共和党に傾いてきており、2008年までの3回の選挙では共和党候補が総投票数の3分の2以上を獲得している。2008年のジョン・マケインは509票を獲得し、対するバラク・オバマは187票だった。

## 都市と町
- ナーシソ（ゴーストタウン）
- パデューカ - 郡庁所在地